# Treron bicinctus
Treron bicinctus е вид птица от семейство Гълъбови (Columbidae).

## Разпространение
Видът е разпространен в Бангладеш, Бутан, Виетнам, Индия, Индонезия, Камбоджа, Лаос, Малайзия, Мианмар, Непал, Тайланд и Шри Ланка.